# Интершоп Коммуникейшен
Интершоп Коммуникейшен (Intershop Communications AG) это компания, которая предоставляет платформу для электронной коммерции крупным корпорациям по всему миру. Штаб-квартира компании находится в Йене (Тюрингия) в Башне Йен (JenTower), бывшая Башня Интершоп.
Основной продукт компании Интершоп это пакет программного обеспечения для электронной коммерции (Intershop Commerce Suite).
Интершоп предоставляет аутсорсинг всего процесса электронной коммерции, включая Фулфилмент и техническую поддержку. На счету Интершопа более 500 крупных клиентов в различных отраслях промышленности, в том числе Hewlett-Packard, Sun Microsystems, Plus, Würth, Дойче телеком (Deutsche Telekom AG) и австралийской телекоммуникационной компании Telstra. Помимо основного офиса в Йене, компания имеет офисы в Гамбурге, Штутгарте, Франкфурте, Нюрнберге, Сан-Франциско, Мельбурне и Гонконге.

## История компании
Компания Интершоп была основана в 1992 году как «NetConsult Communications GmbH». Основатели: Стефан Шамбах, Карстен Шнайдер, Вильфрид Beeck. В 1995 году компания открыла первый немецкий веб-интернет-магазин, который продавал компьютеры и программное обеспечение NeXTSTEP потребителям. В 1995 году основатели создали «Интершоп онлайн, первый стандарт программного обеспечения для приложения электронной коммерции» («Intershop Online, the first standard software for e- commerce applications»). Уже через год компания вышла на американский рынок и стала одним из его лидеров того времени.
16 июля 1998 года Интершоп Коммуникейшен была зарегистрирована на Франкфуртской бирже с ценой 51,13 евро за акцию. Два года спустя, 29 сентября 2000 компания была зарегистрирована на Нью-Йоркской бирже. Цена акции достигла своего пика 2105,37 евро 13 марта 2000.
Во время биржевого кризиса акции Интершопа резко упали до 0,88 евро (8 декабря 2005 года).
Компания с трудом пережила этот кризис, но смогла восстановиться и продолжить развитие своей продукции. В настоящее время компания снова является крупным игроком в своем сегменте и сотрудничает с новыми клиентами и партнерами.